# ناصر عبد الرضا
ناصر عبد الرضا (11 مايو 1965 -) ممثل ومخرج قطري.

## عن حياته
بدأ مسيرته الفنية عام 1978 من خلال المسرح المدروسي، وفي عام 1980 مسرح الاضواء، وعام 1983 شارك في إعادة تأسيس المسرح الشعبي.
وهو من مؤسسي مسرح الشباب (الفرقة النموذجية) وفرقة المسرح الشعبي وفرقة قطر المسرحية. خريج المعهد العالي للفنون المسرحية (الكويت).
وقد شارك في عدة دورات وورش مسرحية في دولة قطر ودول الخليج والدول العربية والولايات المتحدة الأمريكية.
عمل مدرسا لمادة المسرح بالتربية المسرحيه في وزاره التربية والتعليم (1995-2000).
عمل باحث مسرحي بإداره الثقافة والفنون (2000-2003) وعين رئيسا لمسرح قطر الوطني (2003-2007).
عمل خبيرا مسرحيا بالمجلس الوطني للثقافه والفنون والتراث، كتب قصه مسرحيه اسباير واشرف على العمل وتعتبر هذه المسرحيه من أكبر المسرحيات في الشرق الأوسط بمشاركه 200 ممثل و 300 استعراضي من انحاء العالم بقياده المخرج العالمي الإيطالي انطونيو بيغا. وكانت من الحان صاحب الاوسكار عن فيلم شيكاغو ديفيد غرين وقام باشراف فني على مسرحيه «سينفونيه تيتانيك» للمخرج «التركي نورالله»
وأيضا قام باشراف فني على مسرحيه «السياب يعيش مرتين» للمخرج «الأردني غنام غنام»
يعمل الآن مديرا لمسارح كتارا ومستشارمسرح بمكتب المدير العام للحي الثقافي كتارا
من كتارا الى السياحه فقد أصبح الان في قطر للسياحه ويشغل منصب مستشار  في مكتب سعادة الرئيس

## أعماله
له العديد من الأعمال منها:

### في التلفزيون
- مسلسل تيمور ج1
- مسلسل ملامح بشر
- مسلسل محسن الهزاني، أمير الحب والحرب
- مسلسل جنون الليل
- مسلسل الطريق إلى كابول
- مسلسل الحجاج
- مسلسل زمان الوصل
- مسلسل ذي قار
- مسلسل عيال الذيب
- مسلسل أحلام البسطاء
- مسلسل نأسف لهذا الخلل
- مسلسل جميلة

### في المسرح اخرج وتمثيل وسينوغرافيا
- الشجعان
- الذيب وليلى
- ريم والساحر شحتوت
- عودة الساحر شحتوت
- حلم علي بابا
- جميلة والوحش
- الذيب والعنزات
- هرقل
- احدب نوتردام
- عسل يا وطن
- بائعه الكعك
- مجاريح
- البوشية
- الغبه
- غجر البحر

. اوبريت
- بر وبحر
- خيمة العز
- اللؤلؤه

الجوئز
أفضل سنوغرافيا مسرحية هذيانات مره المهرجان العربي الأردني
أفضل عمل متكامل مسرحية مجاريح مهرجان المسرح الخليجي 2010 الدوحة
أفضل عمل متكامل مهرجان تركيا مسرحية هذيانات مره
أفضل عمل متكامل مسرحية البوشيه مهرجان الدوحة المسرحي
أفضل عمل متكامل مسرحية الخيمة مهرجان الدوحة المسرحي
أفضل سنوغرافيا مسرحية في اعلي الحب مهرجان الدوحة المسرحي
افضل اضاءه مهرجان الدوحه36 روح المرحومه
افضل ديكور مهرجان الدوحه 36 روح المرحومه
والعديد من الجوائز المتنوعه في الاخراج والديكور والاضاءه والسنوغرافيا في المهرجانات المحلية والعربية.

## روابط خارجية
- ناصر عبد الرضا على موقع قاعدة بيانات الأفلام العربية